# Désert de Lieberose
 (janvier 2021).
Si vous disposez d'ouvrages ou d'articles de référence ou si vous connaissez des sites web de qualité traitant du thème abordé ici, merci de compléter l'article en donnant les références utiles à sa vérifiabilité et en les liant à la section « Notes et références ».
Le désert de Lieberose est une zone de 5 km2 formant le plus grand désert d'Allemagne, et le deuxième plus grand d’Europe centrale après le désert de Błędów en Pologne.

## Situation
Il est situé à l'est de la Bundesstrasse 168 entre les communes de Lieberose et de Peitz, dans le Brandebourg, et fait partie de la lande de Lieberose.

## Apparition
Le désert est apparu à la suite d'un incendie en mai 1942, et est resté sans végétation à cause de l'utilisation de matériel militaire lourd par l'Armée rouge dans le cadre du site d’entraînement militaire de Lieberose de 1949 à 1992.
Le désert de Lieberose appartient aujourd'hui a la fondation Naturlandschaften Brandenburg, qui a pour but de laisser la nature s'y développer sans l'action de l'Homme.